# Vågans kommun
Vågans kommun (norska: Vågan kommune) är en kommun i centrala Lofoten i Nordland fylke i norra Norge. Kommunen består av den sydvästra delen av ön Austvågøy och omgivande småöar. Centralort är staden Svolvær.
Vågans kommun gränsar i norr till Hadsels kommun, i öster till Lødingens kommun och i väster till Vestvågøy kommun.

## Administrativ historik
År 1964 bildades den nuvarande kommunen genom sammanläggning av stadskommunen Svolvær med landskommunerna Gimsøy och Vågan.

Svolværs kommunvapen från 1941.

## Näringsliv
Fiske är den viktigaste näringen i kommunen. Vågan är Nordnorges näst största fiskerikommun och Nordnorges största fiskodlingskommun. Verkstadsindustrin är bland den största i Nordnorge och övrig fiskeriservice knuten till den är betydande. Andra viktiga näringsvägar är turismen, handeln samt offentliga och privata tjänster.

## Kommunikationer
Vågans kommun har daglig förbindelse med de andra kortbaneflygplatserna i området och stamrutnätet i Bodø. Centralorten Svolvær får dagligen in färjor från Hurtigruten. Snabbåtsförbindelser finns till Stokmarknes, Bodø och Narvik. Färjeförbindelse till Skutvik och Europaväg 6, finns också. Mot Vesterålen går det färjor mellan Fiskebøl och Melbu. Goda bussförbindelser finns även till och från Svolvær. Det går dessutom bilfärjor till Skrova, Brettesnes och Digermulen.

## Tätorter
I Vågans kommun finns tre tätorter:
- Henningsvær
- Kabelvåg
- Svolvær (centralort)

Orten Skrova har tidigare räknats som en tätort men uppfyller inte längre kriterierna.

## Socknar
Inom Norska kyrkan är Vågans kommun indelad i fem socknar:
- Gimsøy og Straumans socken
- Henningsværs socken
- Strandlandets socken
- Svolværs socken
- Vågans socken

Socknarna ingår i Lofotens prosteri i Sør-Hålogalands stift.

## Kända personer
- Ole Juul (1852–1927), konstnär.
- Gunnar Berg, f 1863 i Svolvær, konstnär.

## Bilder

Vågans kommun
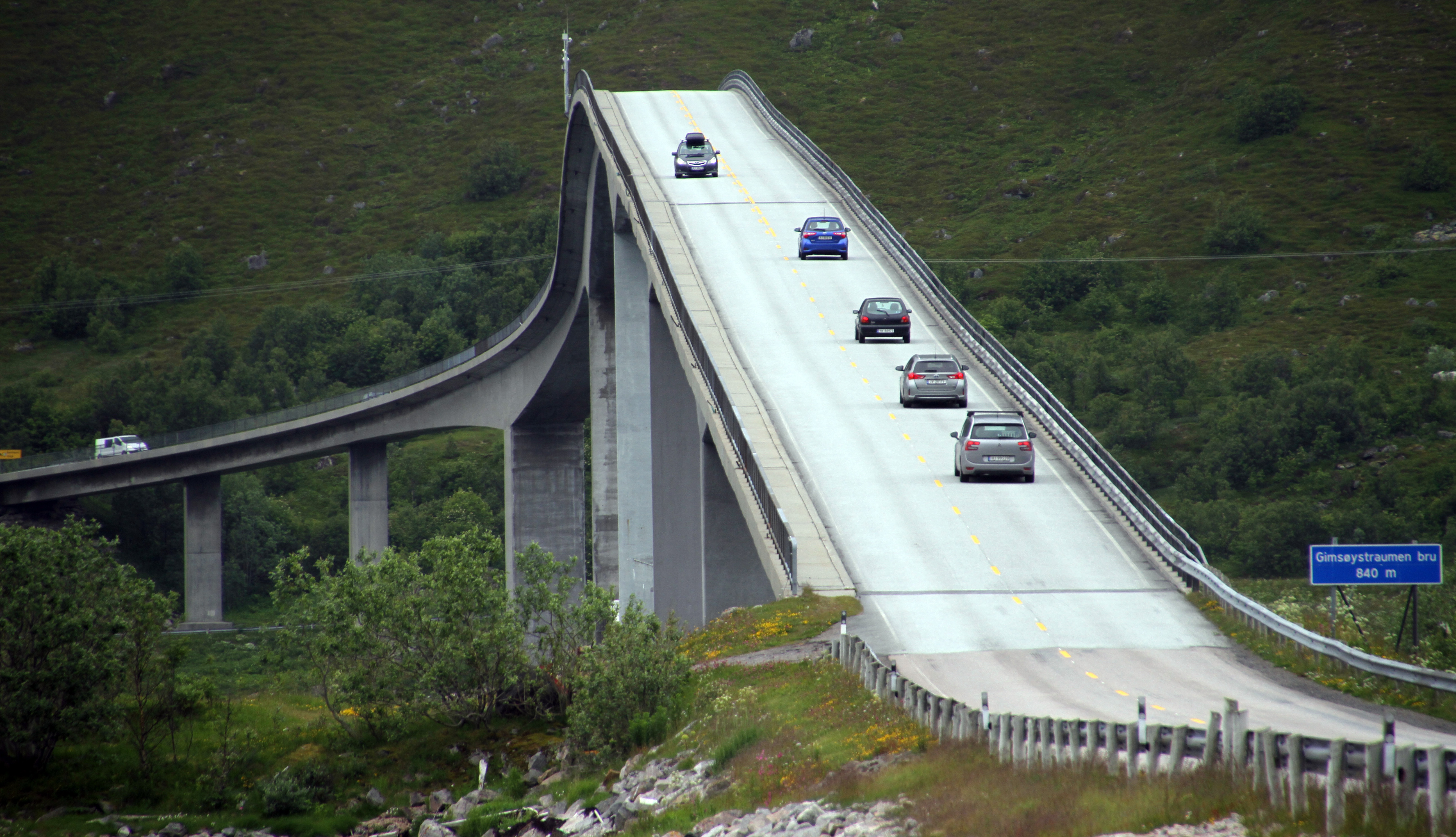
Gimsøystraumen.
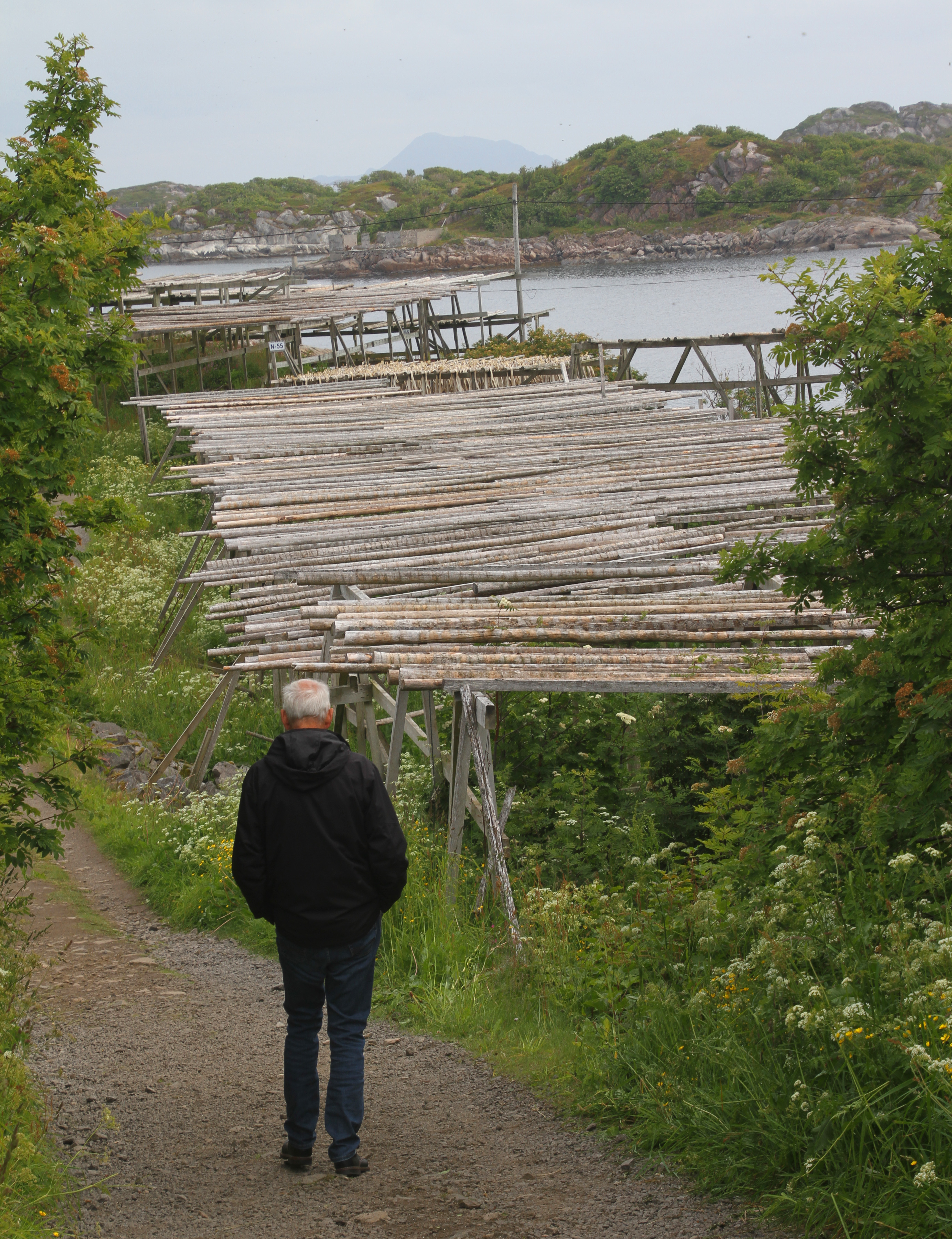
Henningsvær.
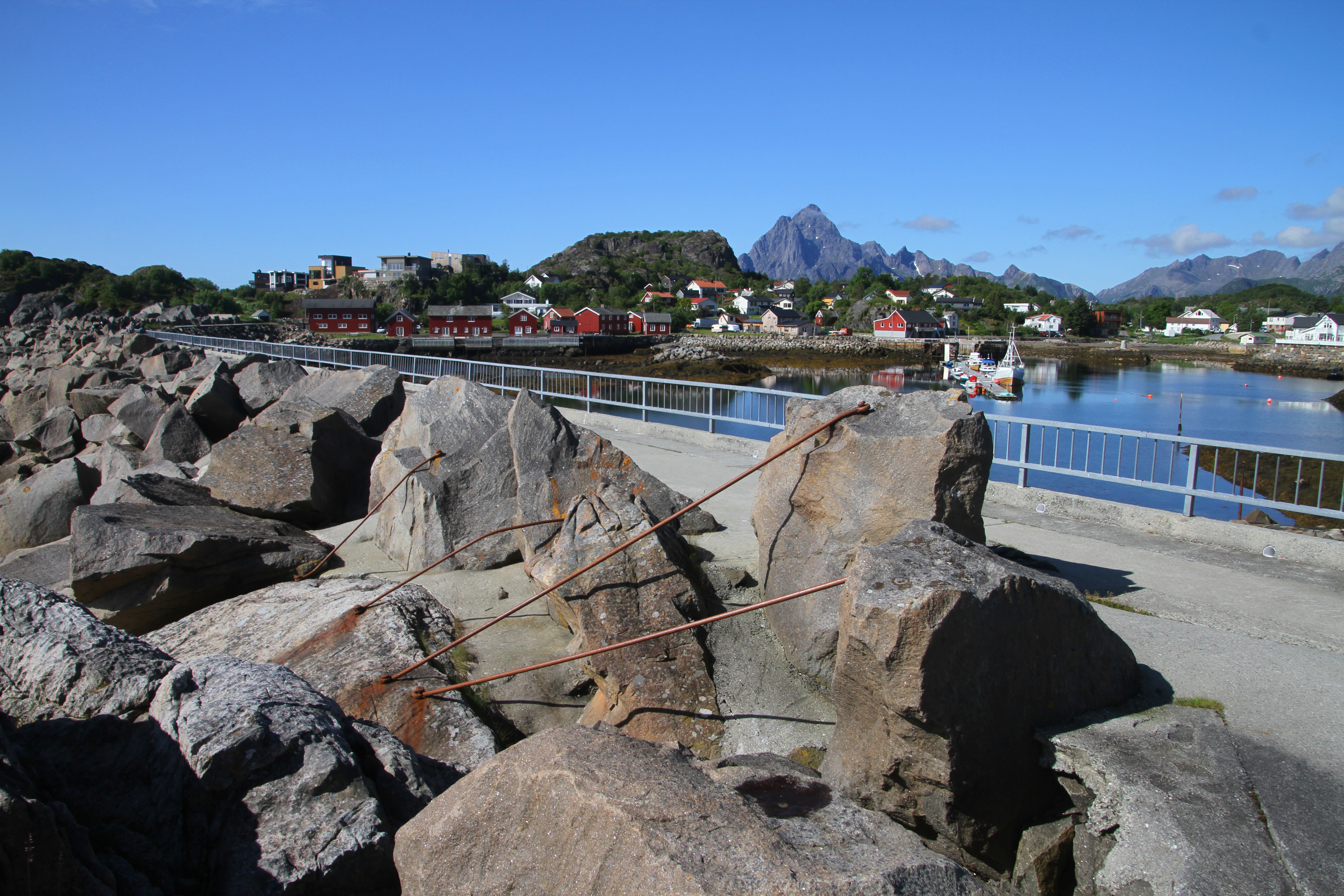
Kabelvåg.
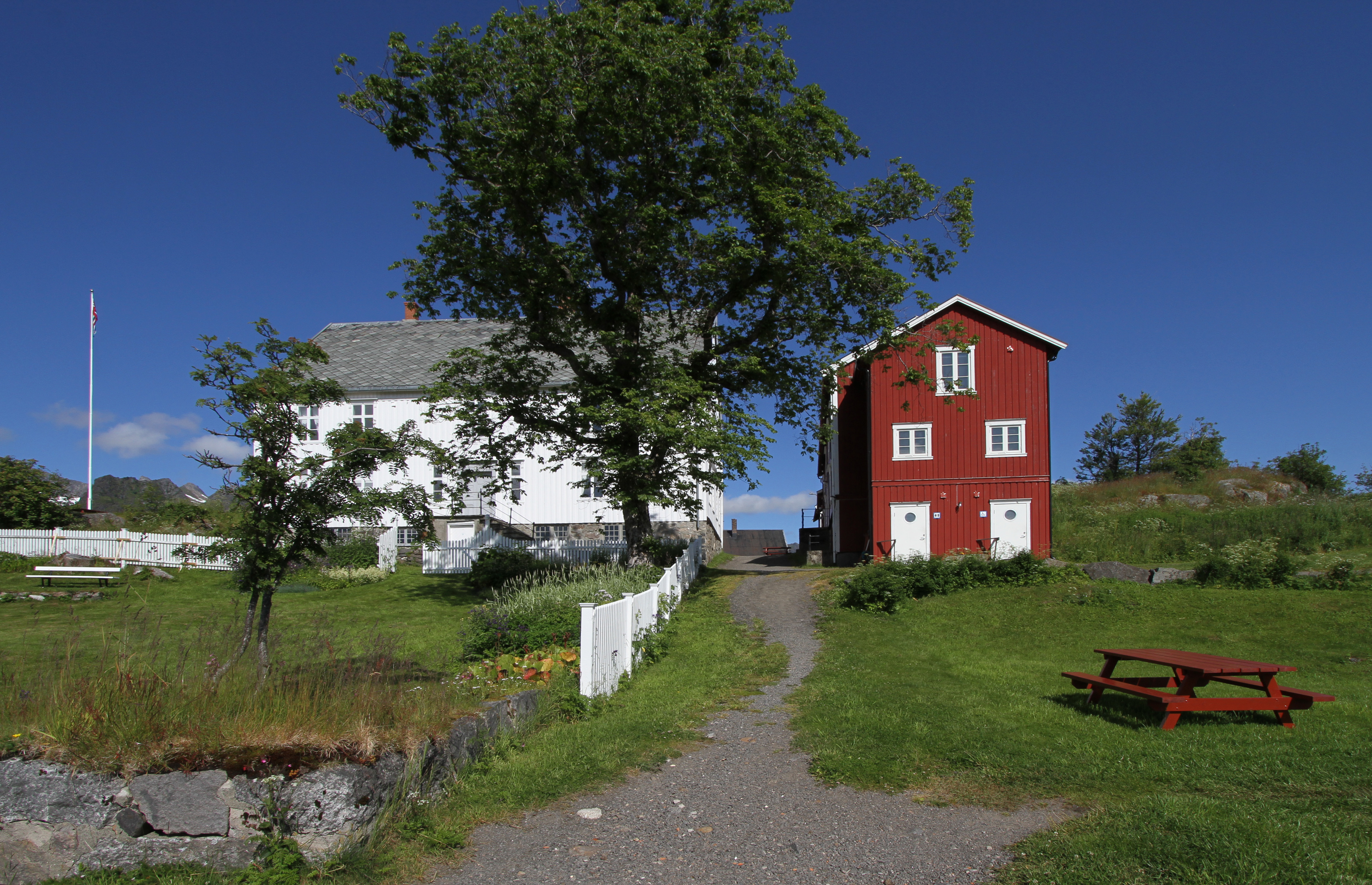
Lofotmuseet i Kabelvåg.
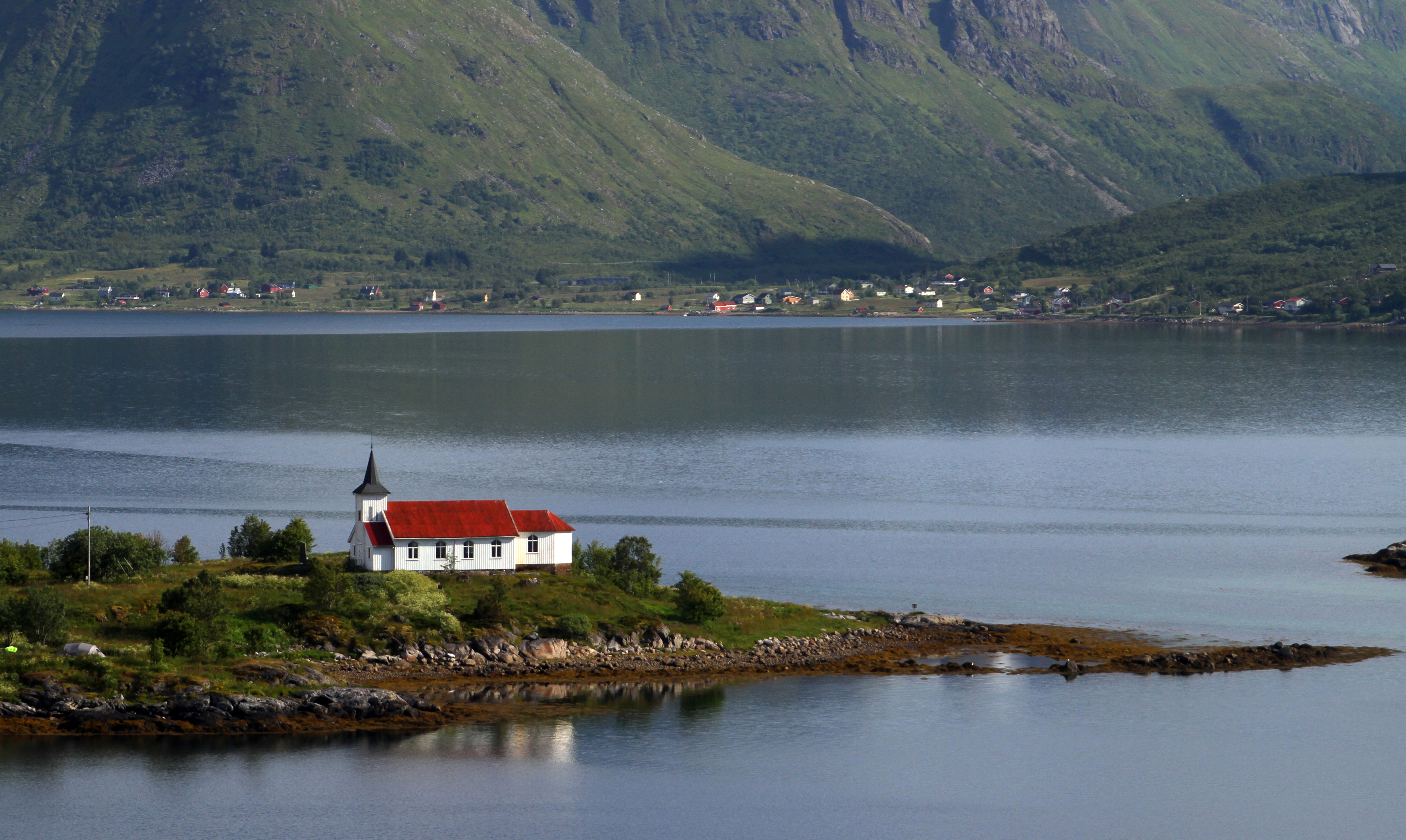
Sildpollnes.
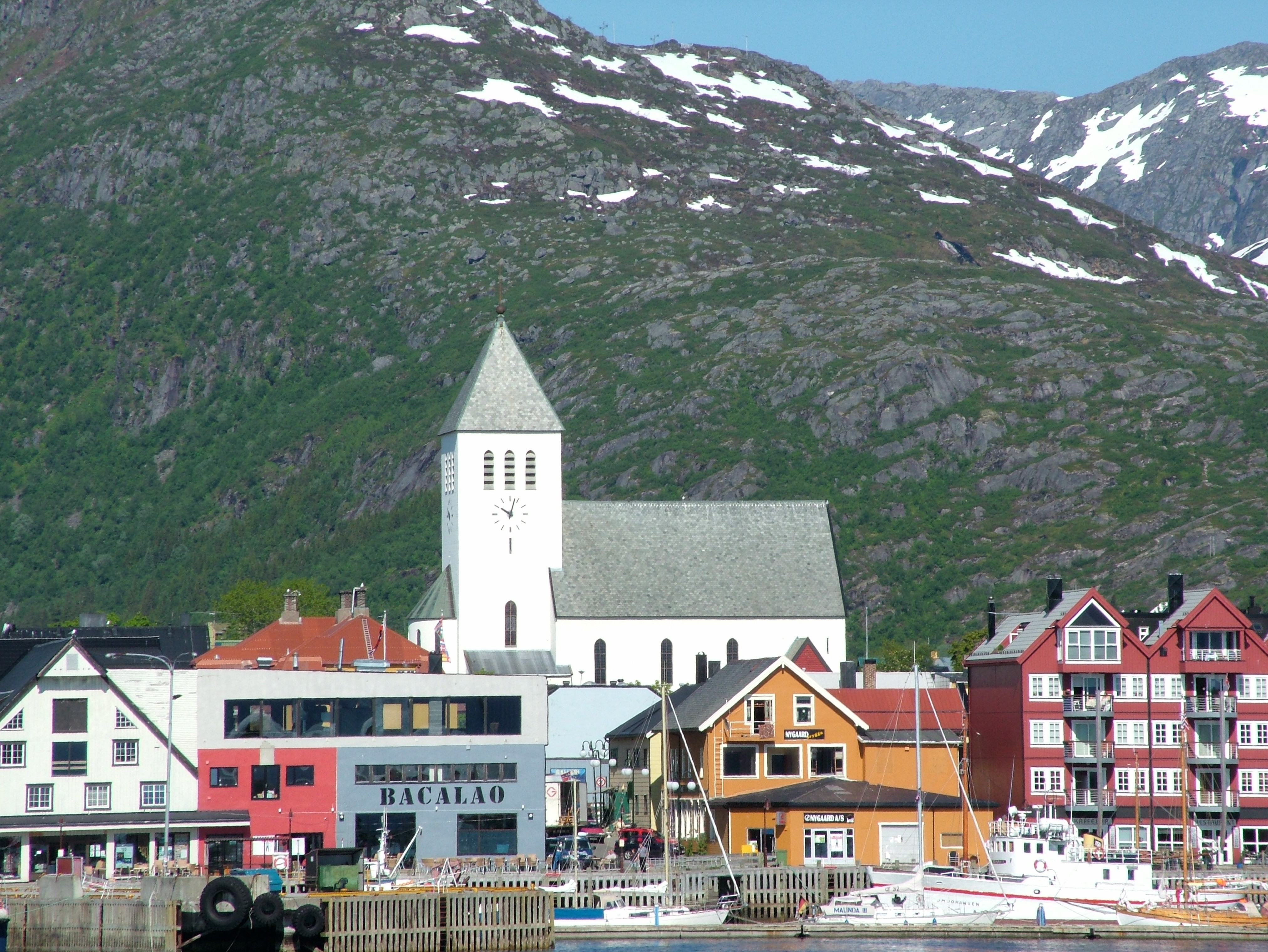
Centralorten Svolvær.
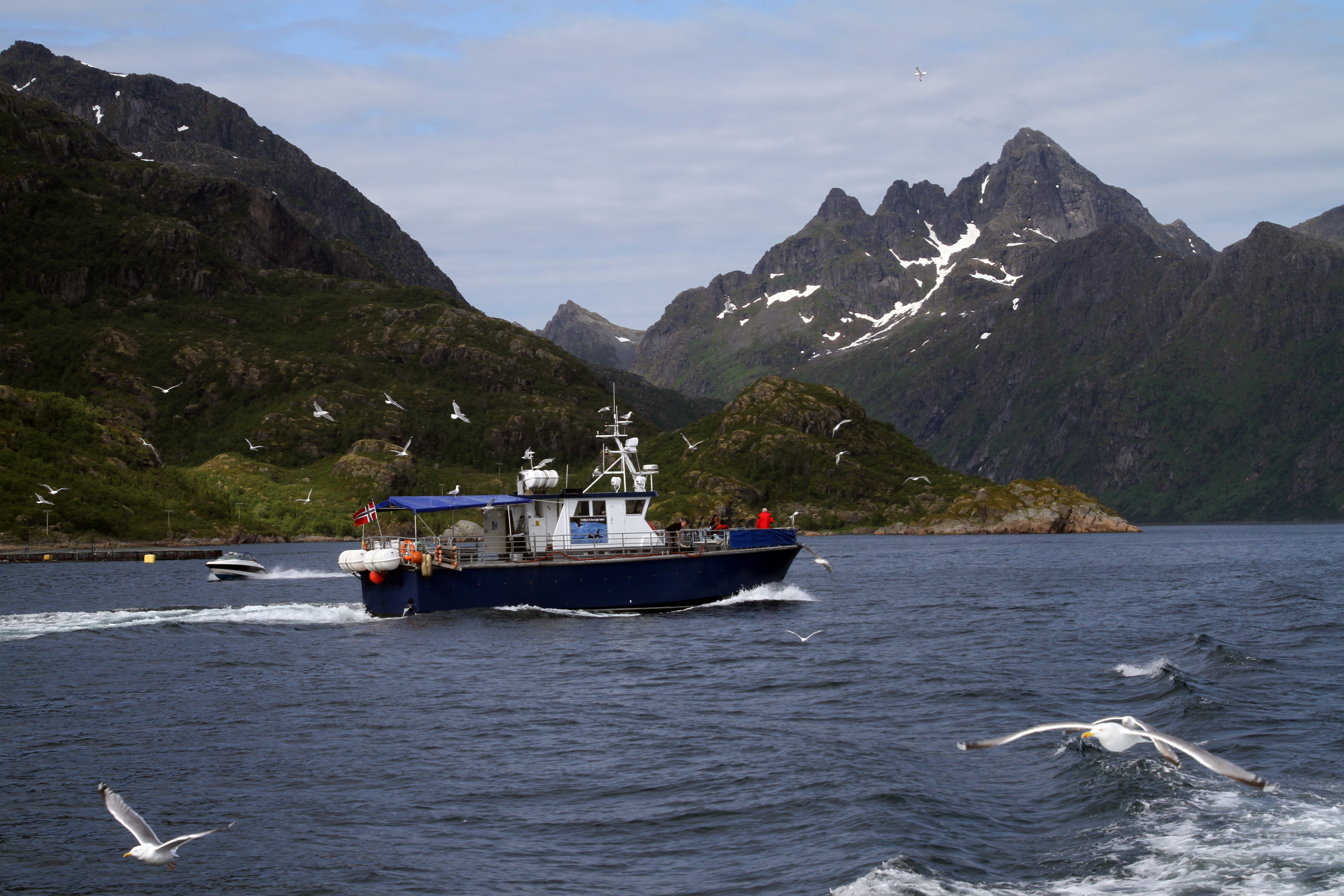
Raftsundet.
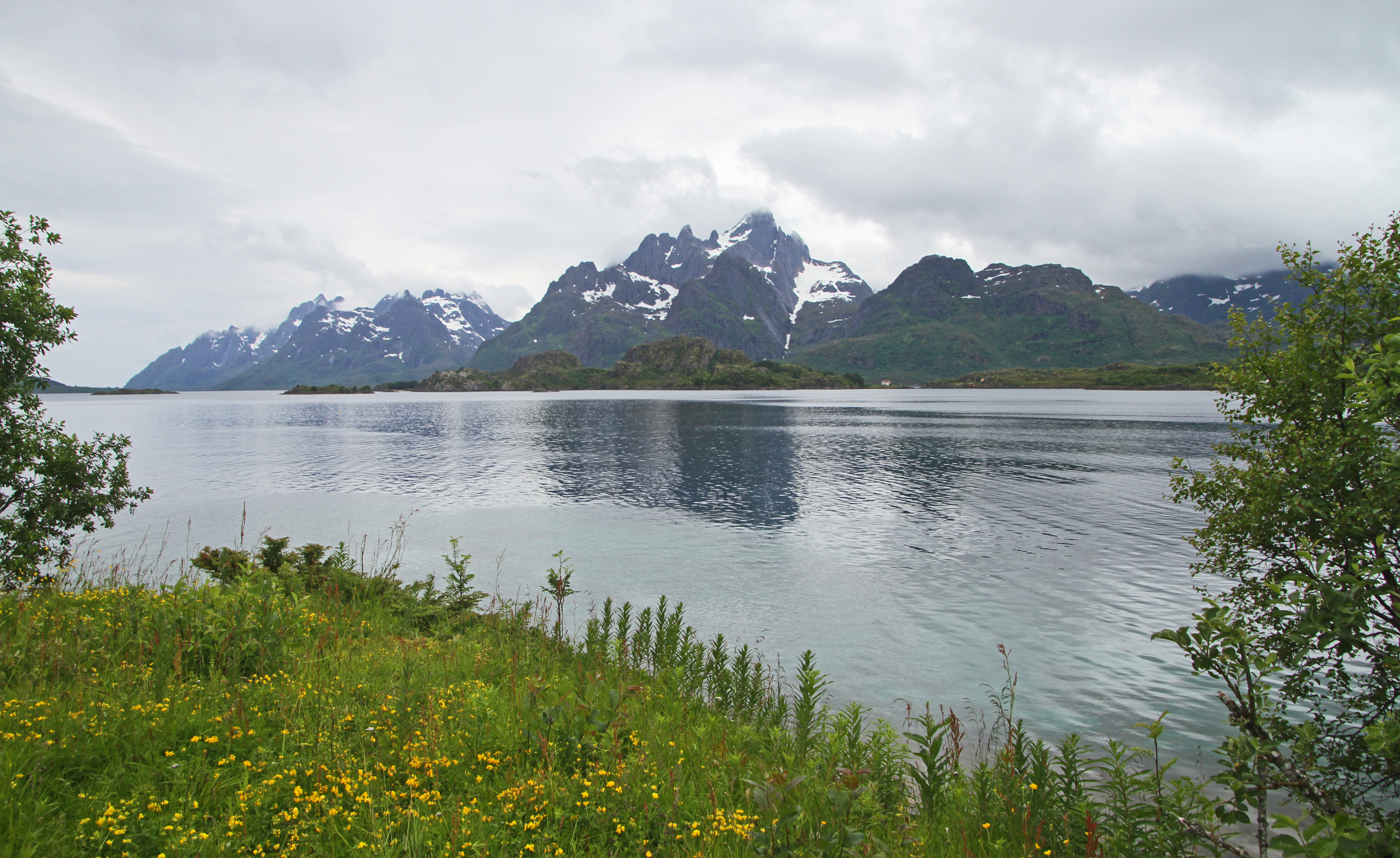
Digermulen.
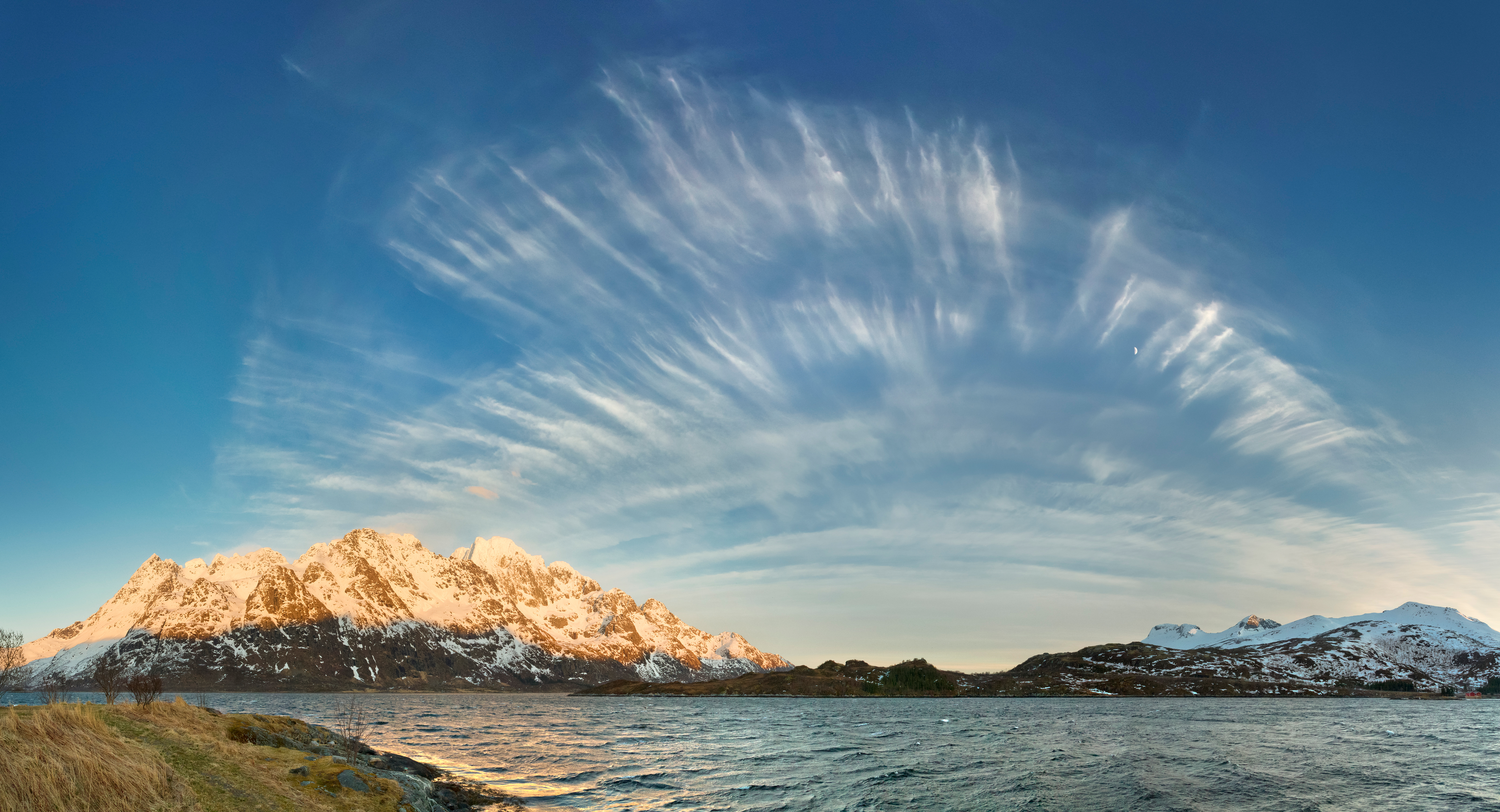
Austnesfjorden.